# Unite the Union
Unite the Union, często skracane do Unite – brytyjsko-irlandzki związek zawodowy powstały 1 maja 2007 w wyniku połączenia się związków Amicus i Transport and General Workers' Union (TGWU).       
Wraz z UNISON, Unite jest jednym z dwóch największych związków zawodowych w Wielkiej Brytanii, z ponad 1 200 000 członków w sektorze budowlanym, produkcyjnym, transportowym, logistycznym i innych.      
Unite jest zrzeszony w centralach związkowych: Kongresie Związków Zawodowych (TUC) oraz Kongresie Szkockich Związków Zawodowych (SCTU).            

## Historia
Związek Unite the Union powstał 1 maja 2007 w wyniku fuzji związku Amicus oraz Transport and General Workers' Union (TGWU). 
W 2010 wybrano Lena McCluskeya na pierwszego Sekretarza Generalnego. Od 2021 Sekretarzem Generalnym Unite jest Sharon Graham, która została wybrana 25 sierpnia 2021 46 696 głosami (ok. 3% deklarowanych członków Unite) przy frekwencji 124 127 (ok. 9% deklarowanych członków), a jej kadencja rozpoczęła się 26 sierpnia 2021. 
Unite jest kierowane przez radę wykonawczą wybieraną na trzyletnią kadencję. Na jej czele stoi Sekretarz Generalny. Związek jest zorganizowany w kilku regionach administracyjnych, w tym jednym dla Irlandii, jednym dla Szkocji i Walii oraz siedmiu regionach reprezentujących różne części Anglii. Związek ma bliskie powiązania z brytyjską Partią Pracy, co pozwoliło mu niejednokrotnie wywierać znaczny wpływ polityczny.
Związek działa również na skalę globalną. Stara się budować i utrzymywać silne powiązania ze związkami zawodowymi na całym świecie. We współpracy ze związkiem United Steelworkers ze Stanów Zjednoczonych, założył Workers Uniting, globalny związek mający na celu stawianie czoła wyzwaniom pracowników na całym świecie w branżach, na które negatywnie wpływa globalizacja.